# Heptacarus encantadae
Heptacarus encantadae är en kvalsterart som beskrevs av Schatz 1994. Heptacarus encantadae ingår i släktet Heptacarus och familjen Lohmanniidae. Inga underarter finns listade i Catalogue of Life.